# Seria GP2 – Spa-Francorchamps 2015
Runda GP2 na torze Circuit de Spa-Francorchamps – siódma runda mistrzostw serii GP2 w sezonie 2015.

## Lista startowa
| Nr | Kierowca            | Zespół              | Samochód       | Silnik              | Opony |
| -- | ------------------- | ------------------- | -------------- | ------------------- | ----- |
| 1  | Pierre Gasly        | DAMS                | Dallara GP2/11 | Mecachrome V8 4.00l | P     |
| 2  | Alex Lynn           | DAMS                | Dallara GP2/11 | Mecachrome V8 4.00l | P     |
| 3  | Julián Leal         | Carlin              | Dallara GP2/11 | Mecachrome V8 4.00l | P     |
| 4  | Sean Gelael         | Carlin              | Dallara GP2/11 | Mecachrome V8 4.00l | P     |
| 5  | Stoffel Vandoorne   | ART Grand Prix      | Dallara GP2/11 | Mecachrome V8 4.00l | P     |
| 6  | Nobuharu Matsushita | ART Grand Prix      | Dallara GP2/11 | Mecachrome V8 4.00l | P     |
| 7  | Jordan King         | Racing Engineering  | Dallara GP2/11 | Mecachrome V8 4.00l | P     |
| 8  | Alexander Rossi     | Racing Engineering  | Dallara GP2/11 | Mecachrome V8 4.00l | P     |
| 9  | Mitch Evans         | Russian Time        | Dallara GP2/11 | Mecachrome V8 4.00l | P     |
| 10 | Artiom Markiełow    | Russian Time        | Dallara GP2/11 | Mecachrome V8 4.00l | P     |
| 11 | Raffaele Marciello  | Trident             | Dallara GP2/11 | Mecachrome V8 4.00l | P     |
| 12 | Gustav Malja        | Trident             | Dallara GP2/11 | Mecachrome V8 4.00l | P     |
| 14 | Arthur Pic          | Campos Racing       | Dallara GP2/11 | Mecachrome V8 4.00l | P     |
| 15 | Rio Haryanto        | Campos Racing       | Dallara GP2/11 | Mecachrome V8 4.00l | P     |
| 16 | Oliver Rowland      | MP Motorsport       | Dallara GP2/11 | Mecachrome V8 4.00l | P     |
| 17 | Daniël de Jong      | MP Motorsport       | Dallara GP2/11 | Mecachrome V8 4.00l | P     |
| 18 | Siergiej Sirotkin   | Rapax               | Dallara GP2/11 | Mecachrome V8 4.00l | P     |
| 19 | Robert Vișoiu       | Rapax               | Dallara GP2/11 | Mecachrome V8 4.00l | P     |
| 20 | André Negrão        | Arden International | Dallara GP2/11 | Mecachrome V8 4.00l | P     |
| 21 | Norman Nato         | Arden International | Dallara GP2/11 | Mecachrome V8 4.00l | P     |
| 22 | Marlon Stöckinger   | Status Grand Prix   | Dallara GP2/11 | Mecachrome V8 4.00l | P     |
| 23 | Richie Stanaway     | Status Grand Prix   | Dallara GP2/11 | Mecachrome V8 4.00l | P     |
| 24 | Nick Yelloly        | Hilmer Motorsport   | Dallara GP2/11 | Mecachrome V8 4.00l | P     |
| 26 | Nathanaël Berthon   | Daiko Team Lazarus  | Dallara GP2/11 | Mecachrome V8 4.00l | P     |
| 27 | Sergio Canamasas    | Daiko Team Lazarus  | Dallara GP2/11 | Mecachrome V8 4.00l | P     |
| Nr | Kierowca            | Zespół              | Samochód       | Silnik              | Opony |

## Wyniki

### Sesja treningowa
| Nr | Kierowca          | Konstruktor    | Czas     | Okr. |
| -- | ----------------- | -------------- | -------- | ---- |
| 5  | Stoffel Vandoorne | ART Grand Prix | 1:57,486 | 17   |

### Kwalifikacje
Źródło: Wyprzedź Mnie!
| Poz. | Nr | Kierowca            | Konstruktor         | Czas     | Poz. s. |
| ---- | -- | ------------------- | ------------------- | -------- | ------- |
| 1    | 5  | Stoffel Vandoorne   | ART Grand Prix      | 1:56,278 | 1       |
| 2    | 16 | Oliver Rowland      | MP Motorsport       | 1:56,425 | 2       |
| 3    | 18 | Siergiej Sirotkin   | Rapax               | 1:56,513 | 3       |
| 4    | 7  | Jordan King         | Racing Engineering  | 1:56,625 | 4       |
| 5    | 6  | Nobuharu Matsushita | ART Grand Prix      | 1:56,659 | 5       |
| 6    | 9  | Mitch Evans         | Russian Time        | 1:56,661 | 6       |
| 7    | 1  | Pierre Gasly        | DAMS                | 1:56,701 | 7       |
| 8    | 8  | Alexander Rossi     | Racing Engineering  | 1:56,845 | 8       |
| 9    | 2  | Alex Lynn           | DAMS                | 1:56,985 | 9       |
| 10   | 21 | Norman Nato         | Arden International | 1:57,019 | 10      |
| 11   | 15 | Rio Haryanto        | Campos Racing       | 1:57,143 | 11      |
| 12   | 11 | Raffaele Marciello  | Trident             | 1:57,218 | 12      |
| 13   | 19 | Robert Vișoiu       | Rapax               | 1:57,273 | 13      |
| 14   | 14 | Arthur Pic          | Campos Racing       | 1:57,275 | 14      |
| 15   | 24 | Nick Yelloly        | Hilmer Motorsport   | 1:57,328 | 15      |
| 16   | 3  | Julián Leal         | Carlin              | 1:57,440 | 16      |
| 17   | 23 | Richie Stanaway     | Status Grand Prix   | 1:57,528 | 17      |
| 18   | 27 | Sergio Canamasas    | Daiko Team Lazarus  | 1:57,560 | 18      |
| 19   | 26 | Nathanaël Berthon   | Daiko Team Lazarus  | 1:57,615 | 19      |
| 20   | 20 | André Negrão        | Arden International | 1:57,661 | 20      |
| 21   | 17 | Daniël de Jong      | MP Motorsport       | 1:57,746 | 21      |
| 22   | 10 | Artiom Markiełow    | Russian Time        | 1:57,809 | 22      |
| 23   | 22 | Marlon Stöckinger   | Status Grand Prix   | 1:58,136 | 23      |
| 24   | 12 | Gustav Malja        | Trident             | 1:58,371 | 24      |
| 25   | 4  | Sean Gelael         | Carlin              | 1:58,402 | 25      |
| Poz. | Nr | Kierowca            | Konstruktor         | Czas     | Poz. s. |

### Główny wyścig

#### Wyścig
Źródło: Wyprzedź Mnie!
| P                 | + / –     | Nr | Kierowca            | Konstruktor         | Okr. | Czas / Strata | Komentarz |
| ----------------- | --------- | -- | ------------------- | ------------------- | ---- | ------------- | --------- |
| 1                 | Bez zmian | 5  | Stoffel Vandoorne   | ART Grand Prix      | 25   | 1:22:18,099   |           |
| 2                 | 12        | 14 | Arthur Pic          | Campos Racing       | 25   | +0:09,979     |           |
| 3                 | 19        | 10 | Artiom Markiełow    | Russian Time        | 25   | +0:12,856     |           |
| 4                 | 12        | 3  | Julián Leal         | Carlin              | 25   | +0:13,106     |           |
| 5                 | 1         | 9  | Mitch Evans         | Russian Time        | 25   | +0:19,264     |           |
| 6                 | 2         | 8  | Alexander Rossi     | Racing Engineering  | 25   | +0:19,527     |           |
| 7                 | 12        | 26 | Nathanaël Berthon   | Daiko Team Lazarus  | 25   | +0:23,723     |           |
| 8                 | 4         | 7  | Jordan King         | Racing Engineering  | 25   | +0:29,267     |           |
| 9                 | 6         | 18 | Siergiej Sirotkin   | Rapax               | 25   | +0:34,144     |           |
| 10                | 14        | 12 | Gustav Malja        | Trident             | 25   | +0:35,610     |           |
| 11                | 2         | 2  | Alex Lynn           | DAMS                | 25   | +0:35,610     |           |
| 12                | 6         | 27 | Sergio Canamasas    | Daiko Team Lazarus  | 25   | +0:35,797     |           |
| 13                | 2         | 15 | Rio Haryanto        | Campos Racing       | 25   | +0:41,571     |           |
| 14                | 2         | 11 | Raffaele Marciello  | Trident             | 25   | +0:51,632     |           |
| 15                | 2         | 19 | Robert Vișoiu       | Rapax               | 25   | +0:51,632     |           |
| 16                | 4         | 20 | André Negrão        | Arden International | 25   | +1:03,453     |           |
| 17                | 6         | 22 | Marlon Stöckinger   | Status Grand Prix   | 25   | +0:34,859     | [ 3 ]     |
| 18                | 1         | 23 | Richie Stanaway     | Status Grand Prix   | 25   | +0:43,894     | [ 3 ]     |
| 19                | 12        | 1  | Pierre Gasly        | DAMS                | 25   | +0:35,857     | [ 3 ]     |
| 20                | 5         | 4  | Sean Gelael         | Carlin              | 25   | +0:50,840     | [ 3 ]     |
| Niesklasyfikowani |           |    |                     |                     |      |               |           |
|                   |           | 16 | Oliver Rowland      | MP Motorsport       | 18   | +7 okr        |           |
|                   |           | 24 | Nick Yelloly        | Hilmer Motorsport   | 11   |               | [ 3 ]     |
|                   |           | 6  | Nobuharu Matsushita | ART Grand Prix      | 10   |               |           |
|                   |           | 17 | Daniël de Jong      | MP Motorsport       | 4    |               |           |
|                   |           | 21 | Norman Nato         | Arden International | 0    |               |           |
| P                 | + / –     | Nr | Kierowca            | Konstruktor         | Okr. | Czas / Strata | Komentarz |

#### Najszybsze okrążenie
| Nr | Kierowca        | Konstruktor       | Czas     | Okr. |
| -- | --------------- | ----------------- | -------- | ---- |
| 23 | Richie Stanaway | Status Grand Prix | 2:00,177 | 20   |

#### Premia za najszybsze okrążenie w TOP 10
| Nr | Kierowca    | Konstruktor  | Czas     | Okr. |
| -- | ----------- | ------------ | -------- | ---- |
| 9  | Mitch Evans | Russian Time | 2:00,614 | 21   |

### Sprint

#### Wyścig
Źródło: Wyprzedź Mnie!
| P                                                     | + / – | Nr | Kierowca            | Konstruktor         | Okr. | Czas / Strata | Komentarz |
| ----------------------------------------------------- | ----- | -- | ------------------- | ------------------- | ---- | ------------- | --------- |
| 1                                                     | 2     | 8  | Alexander Rossi     | Racing Engineering  | 18   | 38:26,855     |           |
| 2                                                     | 1     | 7  | Jordan King         | Racing Engineering  | 18   | +0:01,507     |           |
| 3                                                     | 1     | 9  | Mitch Evans         | Russian Time        | 18   | +0:03,225     |           |
| 4                                                     | 4     | 5  | Stoffel Vandoorne   | ART Grand Prix      | 18   | +0:04,462     |           |
| 5                                                     | 1     | 10 | Artiom Markiełow    | Russian Time        | 18   | +0:11,642     |           |
| 6                                                     | 3     | 18 | Siergiej Sirotkin   | Rapax               | 18   | +0:13,573     |           |
| 7                                                     | 5     | 26 | Nathanaël Berthon   | Daiko Team Lazarus  | 18   | +0:13,770     |           |
| 8                                                     | 3     | 2  | Alex Lynn           | DAMS                | 18   | +0:14,383     |           |
| 9                                                     | 3     | 27 | Sergio Canamasas    | Daiko Team Lazarus  | 18   | +0:15,147     |           |
| 10                                                    | 3     | 15 | Rio Haryanto        | Campos Racing       | 18   | +0:18,340     |           |
| 11                                                    | 6     | 3  | Julián Leal         | Carlin              | 18   | +0:18,954     |           |
| 12                                                    | 2     | 11 | Raffaele Marciello  | Trident             | 18   | +0:25,418     |           |
| 13                                                    | 5     | 23 | Richie Stanaway     | Status Grand Prix   | 18   | +0:25,418     |           |
| 14                                                    | 2     | 20 | André Negrão        | Arden International | 18   | +0:25,548     |           |
| 15                                                    | 7     | 6  | Nobuharu Matsushita | ART Grand Prix      | 18   | +0:25,864     |           |
| 16                                                    | 1     | 19 | Robert Vișoiu       | Rapax               | 18   | +0:27,269     |           |
| 17                                                    | 8     | 24 | Nick Yelloly        | Hilmer Motorsport   | 18   | +0:27,986     |           |
| 18                                                    | 8     | 12 | Gustav Malja        | Trident             | 18   | +0:34,546     |           |
| 19                                                    | 2     | 22 | Marlon Stöckinger   | Status Grand Prix   | 18   | +0:34,546     |           |
| 20                                                    | 4     | 21 | Norman Nato         | Arden International | 18   | +0:36,590     |           |
| 21                                                    | 1     | 4  | Sean Gelael         | Carlin              | 18   | +0:41,816     | [ 5 ]     |
| Niesklasyfikowani                                     |       |    |                     |                     |      |               |           |
|                                                       |       | 16 | Oliver Rowland      | MP Motorsport       | 15   |               |           |
|                                                       |       | 14 | Arthur Pic          | Campos Racing       | 12   |               |           |
|                                                       |       | 1  | Pierre Gasly        | DAMS                | 8    |               |           |
| Nie wystartowali / niedopuszczeni do ponownego startu |       |    |                     |                     |      |               |           |
|                                                       |       | 17 | Daniël de Jong      | MP Motorsport       |      |               |           |
| P                                                     | + / – | Nr | Kierowca            | Konstruktor         | Okr. | Czas / Strata | Komentarz |

#### Najszybsze okrążenie
| Nr | Kierowca          | Konstruktor    | Czas     | Okr. |
| -- | ----------------- | -------------- | -------- | ---- |
| 5  | Stoffel Vandoorne | ART Grand Prix | 2:01,151 | 3    |

## Klasyfikacja po zakończeniu rundy

### Kierowcy
| P  | +/− | Kierowca            | Starty | Punkty | P1 | P2 | P3 | PP | NO | NS |
| -- | --- | ------------------- | ------ | ------ | -- | -- | -- | -- | -- | -- |
| 1  | 0   | Stoffel Vandoorne   | 14     | 233    | 5  | 4  | 1  | 4  | 5  | –  |
| 2  | +1  | Alexander Rossi     | 14     | 128    | 1  | 2  | 2  | 1  | –  | –  |
| 3  | −1  | Rio Haryanto        | 14     | 109    | 3  | 1  | –  | –  | 1  | 1  |
| 4  | 0   | Siergiej Sirotkin   | 14     | 109    | 1  | 1  | 3' | 1  | 1  | –  |
| 5  | 0   | Alex Lynn           | 14     | 86     | 2  | –  | 1  | 1  | 1  | –  |
| 6  | 0   | Pierre Gasly        | 14     | 61     | –  | 1  | 2  | –  | –  | 2  |
| 7  | 0   | Raffaele Marciello  | 14     | 58     | –  | 2  | –  | –  | –  | 1  |
| 8  | +1  | Mitch Evans         | 13     | 57     | –  | 1  | 1  | –  | 2  | 3  |
| 9  | −1  | Nobuharu Matsushita | 14     | 48     | 1  | –  | 1  | –  | 1  | 3  |
| 10 | 0   | Jordan King         | 14     | 42     | –  | 1  | –  | –  | 1  | 1  |
| 11 | +3  | Arthur Pic          | 14     | 39     | –  | 1  | –  | –  | –  | 2  |
| 12 | −1  | Julián Leal         | 14     | 38     | –  | –  | –  | –  | –  | 1  |
| 13 | +5  | Artiom Markiełow    | 14     | 37     | –  | –  | 1  | –  | –  | 2  |
| 14 | +3  | Nathanaël Berthon   | 14     | 24     | –  | –  | 1  | –  | –  | 2  |
| 15 | −3  | Sergio Canamasas    | 12     | 23     | –  | –  | 1  | –  | –  | 2  |
| 16 | −3  | Richie Stanaway     | 14     | 22     | 1  | –  | –  | –  | –  | 1  |
| 17 | −2  | Nick Yelloly        | 12     | 19     | –  | –  | –  | –  | 1  | 4  |
| 18 | −2  | Robert Vișoiu       | 14     | 18     | –  | –  | –  | –  | 1  | –  |
| 19 | 0   | Norman Nato         | 14     | 10     | –  | –  | –  | –  | –  | 2  |
| 20 | 0   | Oliver Rowland      | 4      | 3      | –  | –  | –  | –  | –  | 2  |
| 21 | 0   | André Negrão        | 14     | 3      | –  | –  | –  | –  | –  | –  |
| 22 | 0   | Daniël de Jong      | 13     | 1      | –  | –  | –  | –  | –  | 2  |
| 23 | N   | Gustav Malja        | 2      | 1      | –  | –  | –  | –  | –  | –  |
| 24 | −1  | René Binder         | 12     | 0      | –  | –  | –  | –  | –  | 2  |
| 25 | −1  | Marlon Stöckinger   | 14     | 0      | –  | –  | –  | –  | –  | 1  |
| 26 | −1  | Zoël Amberg         | 6      | 0      | –  | –  | –  | –  | –  | 1  |
| 27 | −1  | Johnny Cecotto Jr.  | 6      | 0      | –  | –  | –  | –  | –  | 2  |
| 28 | −1  | Nicholas Latifi     | 2      | 0      | –  | –  | –  | –  | –  | –  |
| 29 | −1  | Jon Lancaster       | 2      | 0      | –  | –  | –  | –  | –  | –  |
| 30 | −1  | Marco Sørensen      | 8      | 0      | –  | –  | –  | –  | –  | 2  |
| 31 | −1  | Sean Gelael         | 4      | 0      | –  | –  | –  | –  | –  | –  |
| 32 | −1  | Simon Trummer       | 2      | 0      | –  | –  | –  | –  | –  | –  |
| P  | +/− | Kierowca            | Starty | Punkty | P1 | P2 | P3 | PP | NO | NS |

### Konstruktorzy
| P  | +/− | Konstruktor         | Starty | Punkty | P1 | P2 | P3 | PP | NO | NS |
| -- | --- | ------------------- | ------ | ------ | -- | -- | -- | -- | -- | -- |
| 1  | 0   | ART Grand Prix      | 28     | 271    | 6  | 4  | 2  | 4  | 6  | 3  |
| 2  | +1  | Racing Engineering  | 28     | 170    | 1  | 3  | 2  | 1  | 1  | 1  |
| 3  | +1  | Campos Racing       | 28     | 148    | 3  | 2  | –  | –  | 1  | 3  |
| 4  | −2  | DAMS                | 28     | 147    | 2  | 1  | 3  | 1  | 1  | 2  |
| 5  | 0   | Rapax               | 28     | 127    | 1  | 1  | 3  | 1  | 2  | –  |
| 6  | +1  | Russian Time        | 28     | 94     | –  | 1  | 2  | –  | 2  | 6  |
| 7  | −1  | Trident             | 28     | 59     | –  | 2  | –  | –  | –  | 3  |
| 8  | +1  | Carlin              | 28     | 38     | –  | –  | –  | –  | –  | 3  |
| 9  | −1  | MP Motorsport       | 25     | 27     | –  | –  | 1  | –  | –  | 5  |
| 10 | +2  | Daiko Team Lazarus  | 24     | 24     | –  | –  | 1  | –  | –  | 3  |
| 11 | −1  | Status Grand Prix   | 28     | 22     | 1  | –  | –  | –  | –  | 2  |
| 12 | −1  | Hilmer Motorsport   | 22     | 19     | –  | –  | –  | –  | 1  | 7  |
| 13 | 0   | Arden International | 28     | 13     | –  | –  | –  | –  | –  | 2  |
| P  | +/− | Konstruktor         | Starty | Punkty | P1 | P2 | P3 | PP | NO | NS |